# Apatophysis serricornis
Apatophysis serricornis är en skalbaggsart som först beskrevs av Friedrich-August von Gebler 1843.  Apatophysis serricornis ingår i släktet Apatophysis och familjen långhorningar. Inga underarter finns listade i Catalogue of Life.